# Schoutenia
Schoutenia  es un género de fanerógamas con trece especies perteneciente a la familia Malvaceae. 

## Especies
| - Schoutenia accrescens - Schoutenia buurmanni - Schoutenia corneri - Schoutenia curtisii - Schoutenia furfuracea - Schoutenia glomerata | - Schoutenia godefroyana - Schoutenia hypoleuca - Schoutenia kostermansii - Schoutenia kunstleri - Schoutenia mastersii - Schoutenia ovata - Schoutenia peregrina |